# Kościół Matki Boskiej Gromnicznej w Peczu
Kościół Matki Boskiej Gromnicznej (także: Meczet Gazi Kasıma Paszy, węg.: Gázi Kászim pasa dzsámija, tur: Gazi Kasım Paşa Camii; lub Śródmiejski kościół Matki Boskiej Gromnicznej) – najbardziej monumentalne dzieło tureckiej architektury islamu na Węgrzech. Jest zlokalizowany w Peczu. Stanowi jeden z symboli tego miasta. Pierwotne wymiary, długość i szerokość to sto kroków. Obecnie funkcjonuje jako świątynia katolicka. Udostępniony do zwiedzania.

## Położenie
Znajduje się w centrum miasta na placu Széchenyiego. Stoi w najwyższym punkcie placu, górując nad nim. Wrażenie potęguje fakt, że budynek stoi ukośnie w stosunku do placu o orientacji północno-południowej, ponieważ jest zorientowany na Mekkę.

## Historia
Podczas przeprowadzonej w 1939 r. renowacji odkryto kamień z ołtarza stacjonującego w Sopianae Legio I Adiutrix, resztki pomnika i kilka rzymskich grobów.

### Kościół Świętego Bartłomieja
Data budowy kościoła Świętego Bartłomieja (Szent Bertalan-templom) nie jest pewna. Najprawdopodobniejszym jest, że budować rozpoczął go biskup Bertalan w pierwszej połowie XIII wieku, za panowania króla Andrzeja II. Rzadkie na Węgrzech wezwanie świątyni pochodzi prawdopodobnie od relikwii świętego Bartłomieja, które zostały zdobyte w czasie krucjaty przez króla Andrzeja II i po jego powrocie tu umieszczone. Nawa kościoła miała w tym czasie długość 30 m i szerokość 10 m i posiadała płaskie sklepienie. Śladów wieży nie znaleziono.
W XIV wieku kościół rozbudowano, dobudowując od południowego zachodu do głównej fasady narożną wieżę, wzmocnioną na rogach filarami. Świątynia została też przedłużona w kierunku wschodnim o ok. 5 m i ogólna długość wzrosła do 37 m. Dotychczasowy płaskie sklepienie zostało zastąpione przez beczułkowe.
W końcu XV wieku kościół znacznie rozbudowano w stylu renesansu. Oprócz nawy głównej również nawy boczne zostały wyposażone w system filarów i sklepienie świątyni zyskało kształt półkolisty. Przypuszczalnie wtedy też zbudowano ossarium. Budowla miała wtedy długość ok. 40 m i szerokość 20 m i była po katedrze druga co do wielkości w mieście. 
Po wkroczeniu Turków w 1543 r. świątynię podzielono na dwie części i tak użytkowano. Ślady ściany, dzielącej nawę główną, pozostały do dziś.

### Meczet w czasach panowania tureckiego
W drugiej połowie XVI wieku, przypuszczalnie w latach 60., kościół zburzono, a z uzyskanego kamienia wybudowano obecnie stojący meczet. Według podań ludowych, kościół dostarczył nie tylko kamienia, ale i sfinansował budowę ze skarbów w nim zgromadzonych. 

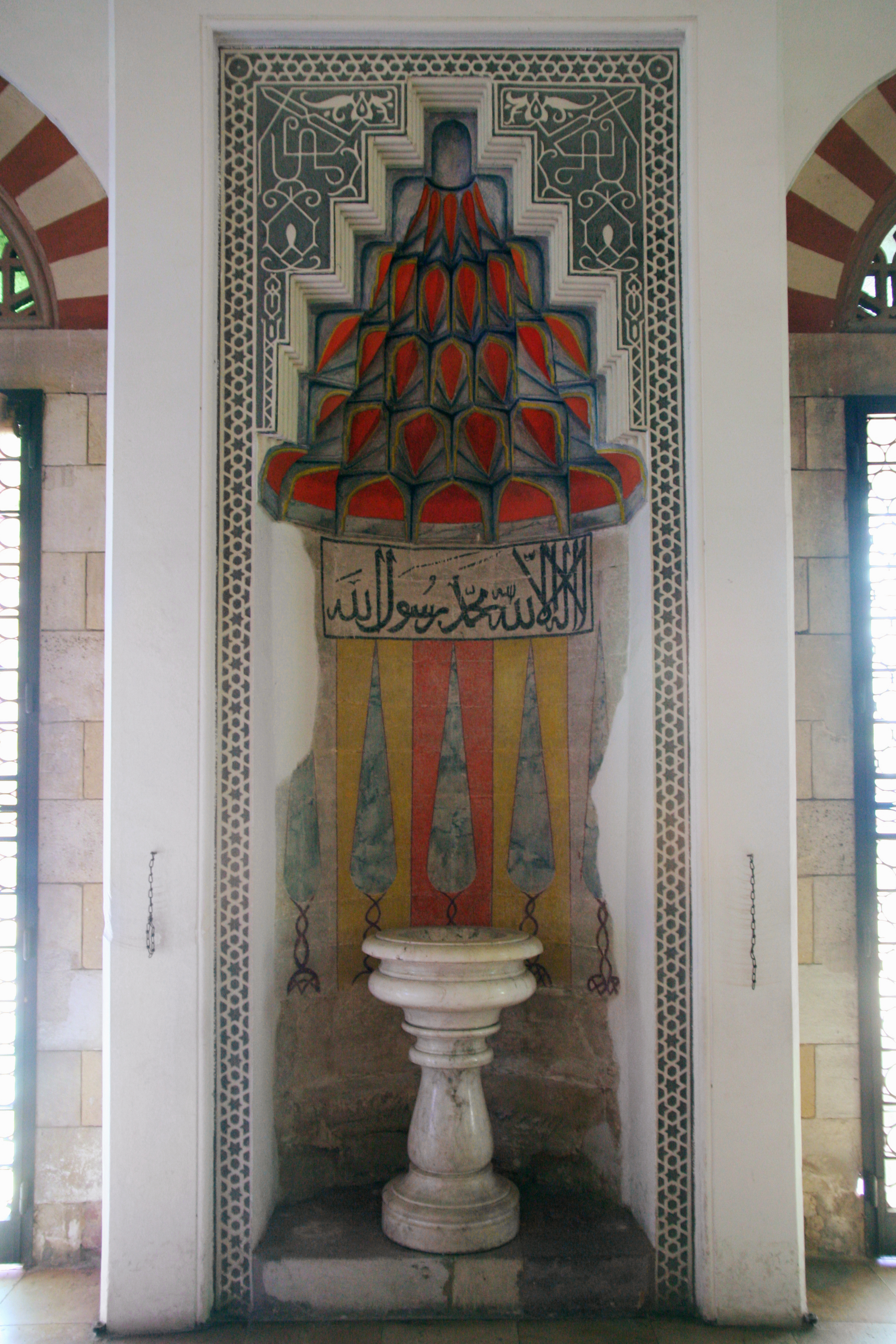
Tureckie zdobienia

W latach 60. XVI wieku pisał o nim z zachwytem znany turecki podróżnik Evliya Çelebi. Ukończona świątynia stała się głównym meczetem miasta. Środkową, czworokątną jej część, pochodzącą z czasów tureckich pokrywa kopuła spoczywająca na ośmiokątnym bębnie. Na południowo-wschodniej, południowo-zachodniej i północno-wschodniej fasadzie znajdują się nad sobą w dwóch rzędach okna z łukami w ośli grzbiet, w układzie 4-4 lub 3-3. Pierwotnie wejście do meczetu znajdowało się od strony północno-zachodniej. Z tej strony było też wejście po schodach, którym można było się dostać na galerię, na której mogły przebywać tylko zawoalowane kobiety. Z południowo-zachodniej strony meczetu stał minaret, wybudowany na fundamentach średniowiecznego kościoła. 

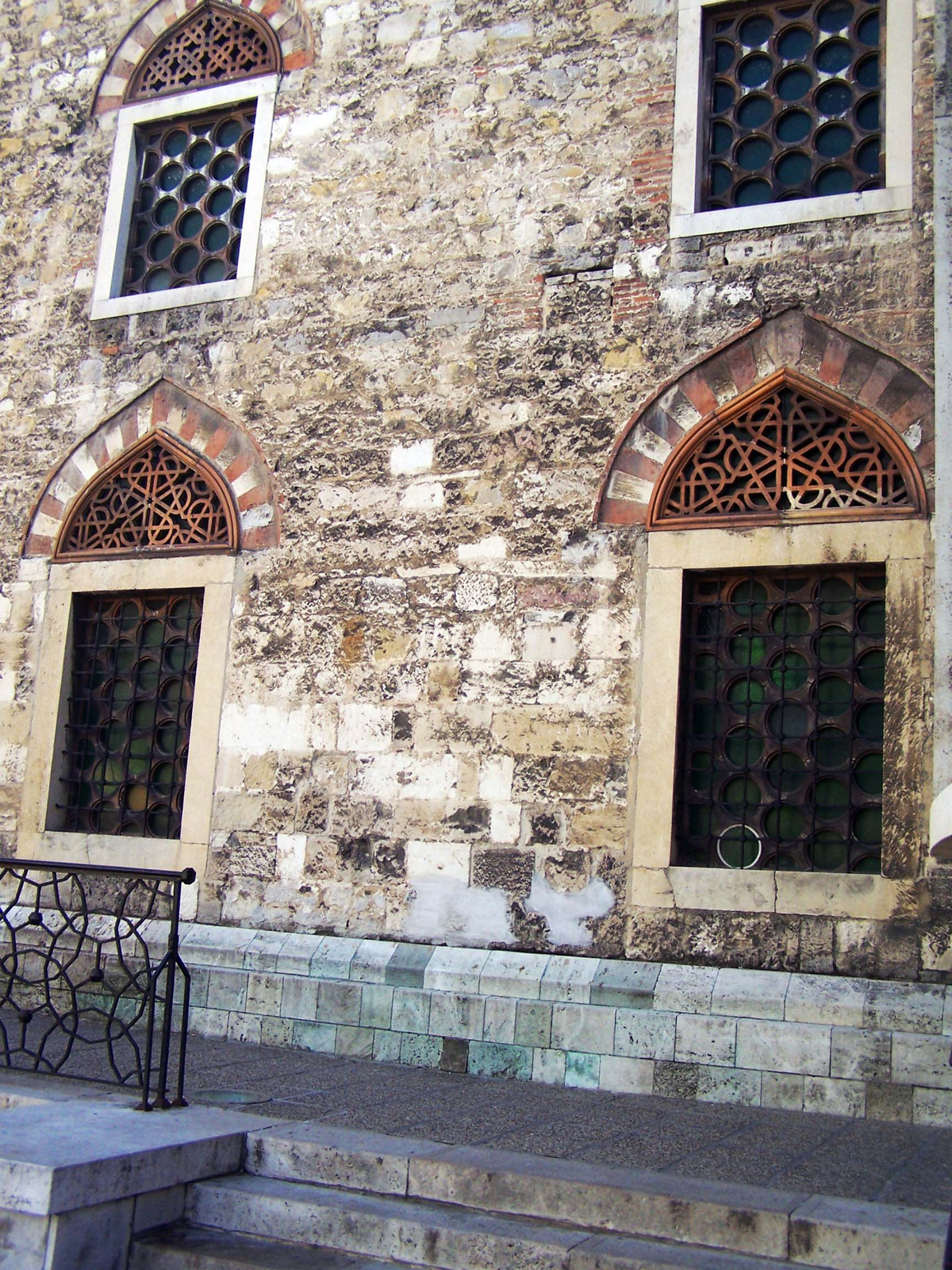
Okna meczetu

We wnętrzu świątyni, na fragmentach tynku, pozostały dobrze widoczne tureckie zdobienia, cytaty z Koranu. Turecka ambona i galeria dla kobiet uległy zniszczeniu z upływem czasu, a obecny wygląd niszy mihrabu też nie jest całkiem wierny. Stojące przed zakrystią dwie tureckie umywalki (obecnie pojemniki na wodę święconą) trafiły tu z już nieistniejącej łaźni Gazi Kasıma Paszy.

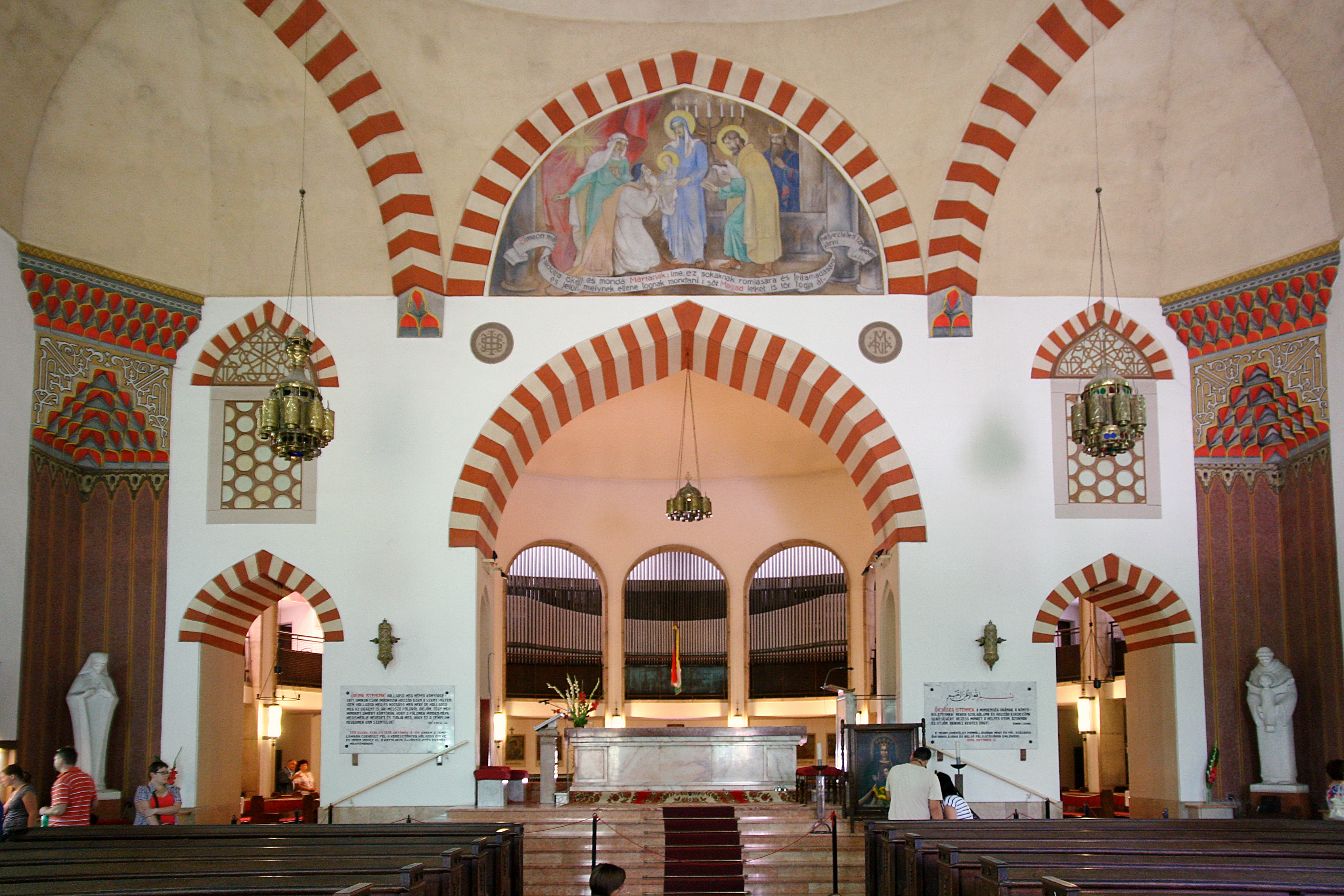
Wnętrze meczetu

### Meczet po wypędzeniu Turków
Meczet przetrwał stosunkowo szczęśliwie okres walk wyzwoleńczych z Turkami. Zawaliła się tylko część minaretu, który w 1766 r. zburzono. Świątynia stała się własnością zakonu jezuitów. W 1692 r. władze miasta złożyły w świątyni przyrzeczenie, że w mieście mogą mieszkać tylko katolicy. Z tego powodu w 1704 r. do miasta wdarli się Serbowie i uszkodzili również świątynię. Po mniejszych, tymczasowych modyfikacjach, pierwsza poważna przebudowa miała miejsce w 1702 r., gdy przekształcono ją w kościół katolicki. W północnej części zbudowano kaplicę, wieżę, zakrystię i kryptę, a w południowej wejście z portykiem. Wyposażenie zaś było w stylu barokowym lub rokokowym.
Następna znaczne przebudowa nastąpiła w latach 1766-70, na podstawie projektu jezuity Procopiusa przy materialnym wsparciu miejscowych rodzin Frühweiss i Birisics. Wtedy zburzono minaret, na którego miejscu postawiono przysadzistą wieżę. Jezuicki dom zakonny (obecne liceum Lajosa Nagya, Nagy Lajos Gimnázium) przedłużono, i połączono z kościołem sklepionym przejściem podziemnym, które zostało zburzone w 1864 r. Wtedy też rozebrano główną północną ścianę, do której dobudowano kopułę z dołączoną do niej kaplicą Alojzego (Alajosa) o sklepieniu klasztornym, a od strony zachodniej swoje miejsce znalazła zakrystia. Dalsza modyfikacja polegała na tym, że od strony wychodzącej na plac wybudowano westybul w stylu barokowym. Szerokie na 15 m schody przetrwały do 1939 r. W 1967 r. wybudowano pod świątynią system krypt.
W 1773 r. zakon jezuitów rozwiązano. Kościół stał się własnością skarbu państwa. Potem w 1980 r. po uzyskaniu przez miasto autonomii, przeszedł na własność miasta. Dotychczasowe organy, zniszczone w czasie pożaru, przeniesiono do kaplicy w dzielnicy Peczu – Havihegy, a na ich miejsce trafiły nowe. Malowidła w kopule wykonał Endre Graits, sklepienie powiększono i pokryto miedzianymi płytkami. 
Ostatnią dużą przebudowę przeprowadzono w 1939 r. według planów Nándora Körmendyego. Rozebrano barokową wieżę i schody, a w ich miejscu postawiono półkolistą dobudówkę z nowymi organami Angstera. Osiem lat później Ernő Gebauer pokrył ściany tej części budowli freskami. W 1956 r. kopułę przerobiono na półkulę typu florenckiego, która jest bardziej podobna do pierwotnej, tureckiej. 

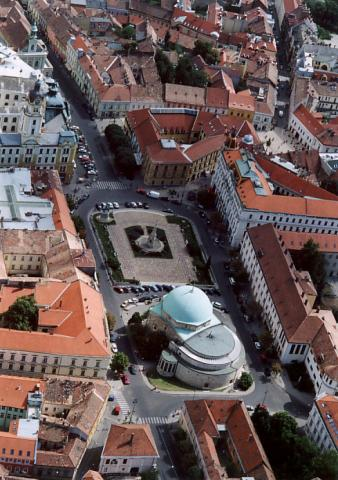
Meczet z lotu ptaka przed przebudową placu Széchenyiego